# 恋はオン・エア!
『恋はオン・エア!』（こいはオン・エア）は、篠塚ひろむによる日本の漫画作品。『ちゃお』（小学館）にて2000年4月号から6月号まで連載されていた。全3回の連載。

## 概要
篠塚ひろむにとって初の連載作である他、単行本には3作の読切も収録されている。篠塚はテレビの風景を書くため、日本テレビに取材に行った。

## あらすじ
主人公の堀田みゆきは「進ぬ!電波少年」が好きで楽しみにしていた。特に「電波少年的ラブマシーン」という知らない男の子と女の子がバーチャル恋愛をする企画が好きで、軽い気持ちでそれに応募すると、みゆきは大嫌いなスーパーアイドル・行成忍の相手に選ばれてしまった。

## 登場人物
堀田 みゆき（ほった みゆき）
主人公。14歳、中学3年生。好きなテレビは「進ぬ!電波少年」。
水上 竜也（みずかみ たつや）
みゆきのクラスメート。みゆきに思いを寄せている。
綾理（あやり）
みゆきの友達。かなりのミーハー。
行成 忍（ゆきなり しのぶ）
スーパーアイドル。14歳。イタズラ好きな一面もある。

## 卓球少女
『ちゃおデラックス』（小学館）1999年夏号に掲載。篠塚にとってデビュー作品にあたる読切。

### あらすじ
主人公・新田巴は小さい頃、幼なじみの有松幸治（通称：幸ちゃん）に近所の卓球クラブに連れて行かれ、一緒に卓球をする事に。その結果、14歳になった巴は中学校の卓球部の部長になった。ところが、巴に卓球を教えてくれた幸ちゃんは小学6年生終わり頃の県大会より卓球が出来なくなった。原因はコーチの腕の鍛え方が小6にはやり過ぎだったらしく……。

### 登場人物
新田 巴（にった ともえ）
主人公。14歳、中学2年生。卓球部部長。卓球が出来なくなった幸治の敵討ちの為、卓球を続けている。少々弱気な性格。
有松 幸治（ありまつ こうじ）
巴と同じく14歳、中学2年生。以前は爽やかで明るい性格だったが、卓球をやめて以来、クールな性格になってしまった。

## 書誌情報
- 篠塚ひろむ『恋はオン・エア!』[1]小学館〈ちゃおフラワーコミックス〉2000年7月26日発売、全1巻、ISBN 4-09-135011-9

『恋はオン・エア!』の他、『ファミリーゲーム』『夢見るサンタクロース』『卓球少女』が同時収録されている。